# Mendanha (Diamantina)
Mendanha é um distrito do município brasileiro de Diamantina, no interior do estado de Minas Gerais. Segundo o censo demográfico de 2022, realizado pelo Instituto Brasileiro de Geografia e Estatística (IBGE), sua população era de 541 habitantes e havia 228 domicílios particulares permanentes ocupados. Possui área de 165,87 km² conforme a Fundação João Pinheiro (FJP).
De acordo com o IBGE, em 2010 a população era de 639 habitantes e havia 313 domicílios particulares.
Foi criado pela lei provincial nº 1.999 de 14 de setembro de 1873. Chegou a ser extinto pela lei estadual nº 843 de 7 de setembro de 1923, mas foi recriado pelo decreto-lei estadual nº 148 de 17 de dezembro de 1938.

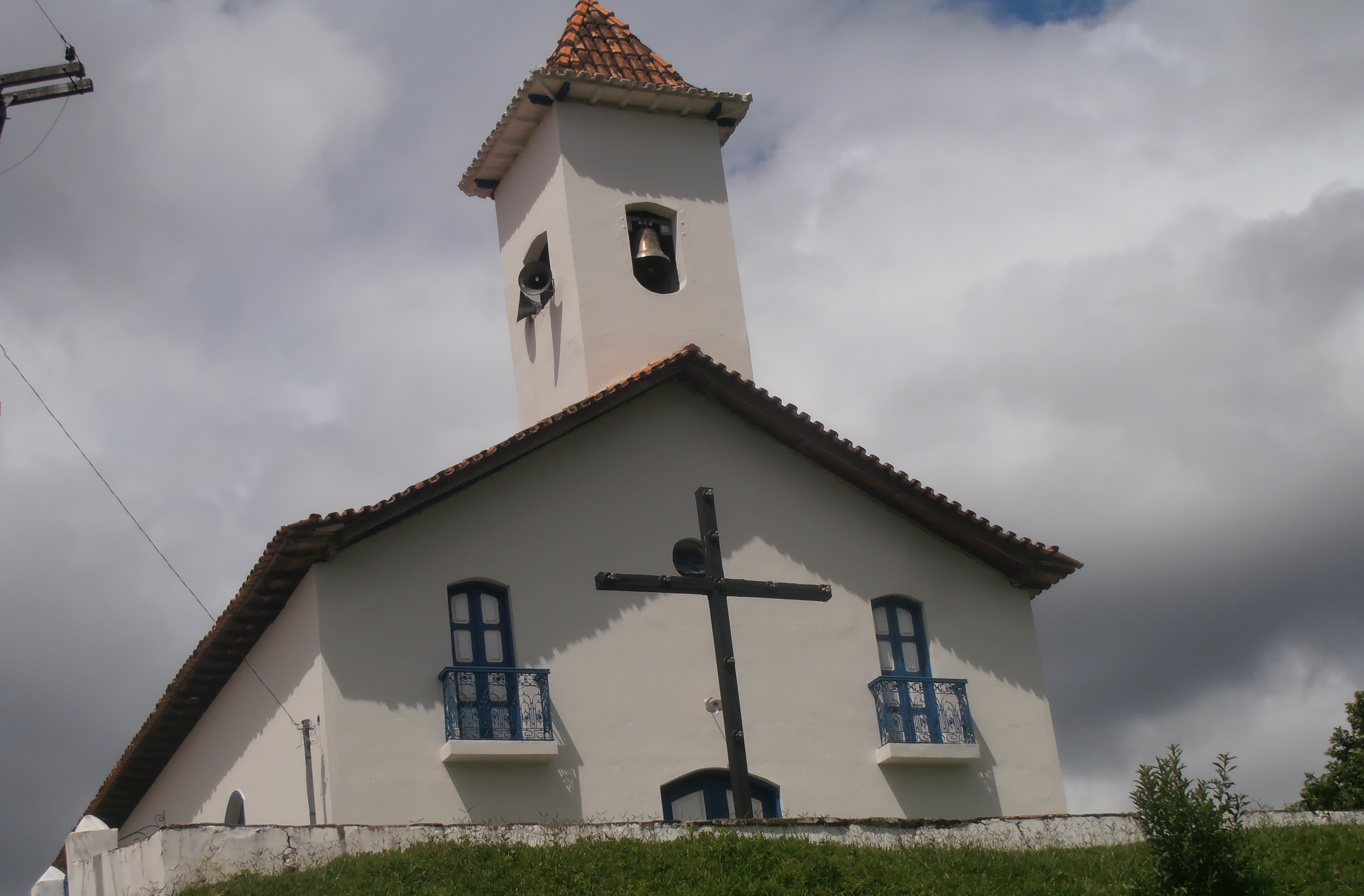
Igreja de Nossa Senhora das Mercês
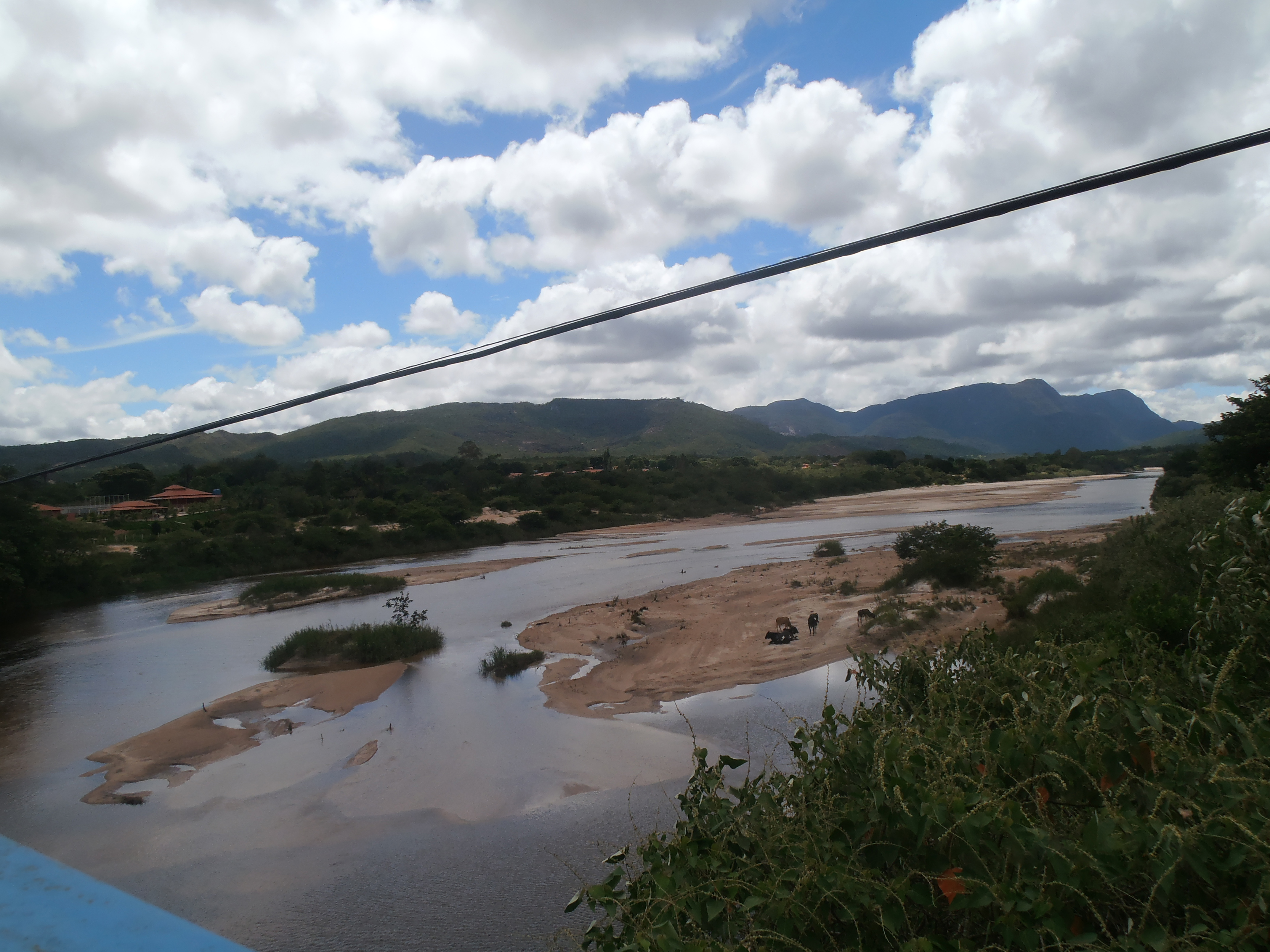
Rio Jequitinhonha em Medanha
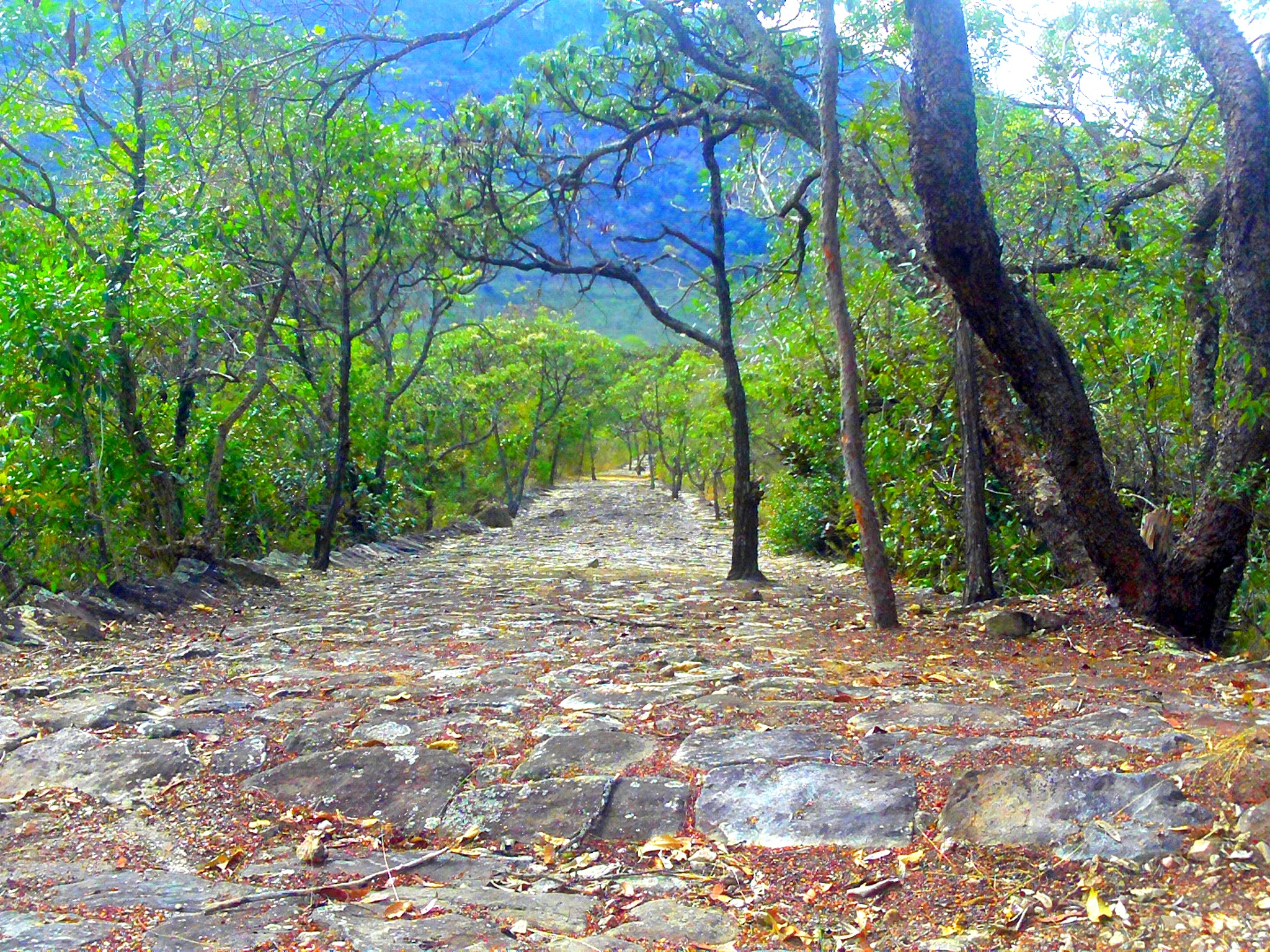
Calçamento do Caminho dos Escravos, datado do século XIX.